# Élie-Frédéric Forey

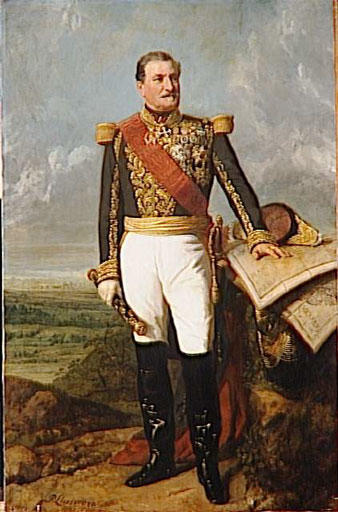
Élie-Frédéric Forey

Élie-Frédéric Forey (Parijs, 10 januari 1804 - Parijs, 20 juni 1872) was een Franse generaal en maarschalk ten tijde van het Tweede Franse Keizerrijk.

## Biografie
Hij volgde militaire school in Saint-Cyr en maakte carrière in de Franse infanterie. In 1830 nam hij deel aan de Franse verovering van Algerije. Na de verovering van Algiers werd hij benoemd tot officier. Nadien deed hij nog lange militaire veldtochten in Algerije van 1835-1839 en van 1841-1849. Hij liet er zich opmerken bij de verovering van Constantine en geraakt meerdere malen gekwetst. Hij klom in deze Algerijnse periode op tot generaal.
In 1851 steunde hij de staatsgreep van Napoleon III.
Van 1853 tot 1855 nam hij deel aan de Krimoorlog, die zelf duurde tot 1856. Forey werd immers vroegtijdig teruggeroepen naar Parijs, nadat een brief van hem naar zijn maîtresse in Parijs uitgelekt was in de pers. Hierin deed de generaal een boekje open over het harde leven aan het front.
In 1859 nam hij als divisiegeneraal deel aan de Tweede Italiaanse Onafhankelijkheidsoorlog en won de Slag bij Montebello op 20 mei. Enkele dagen later, op 21 mei 1859, werd Forey onderscheiden met het grootkruis in het Legioen van Eer. Zijn reputatie bij de legerstaf en bij keizer Napoleon III was hersteld, zeker nadat hij Napoleon III bijstond in de overwinning van de Slag bij Solferino op 24 juni.
Na deze oorlog werd generaal Forey op 16 augustus 1859 door keizer Napoleon III benoemd tot senator. Hij zou zetelen in de Senaat tot de afkondiging van de Derde Franse Republiek op 4 september 1870.
In 1862 kozen Napoleon III en zijn raadgever Charles de Morny generaal Forey als de nieuwe bevelhebber van het Franse expeditieleger in Mexico. Napoleon III wou het debacle van de Slag bij Puebla snel vergeten en had de Franse bevelhebber Charles Ferdinand Latrille terug naar Parijs geroepen. Deze laatste vond de Franse expeditie in Mexico zinloos. Generaal Forey volgde hem op in Mexico en kreeg, kort nadien, generaal François Achille Bazaine met verse Franse troepen naast zich. In juni 1863 veroverden de Fransen Mexico-Stad. Zij riepen het Tweede Mexicaanse Keizerrijk uit en benoemden Juan Almonte als regent van het keizerrijk. Doch binnen het Franse expeditieleger brak ruzie uit. Forey werd verweten te weinig veldheer te zijn en de verdiensten van de Franse verovering van Mexico gingen naar Bazaine. In juli 1863 werd Forey gepaaid met benoeming tot maarschalk en naar Parijs teruggeroepen. Forey werd opgevolgd als bevelhebber door Bazaine (die een jaar later ook maarschalk zou worden). 
In 1867 werd Forey getroffen door een beroerte en stopte hij met alle militaire taken. Hij nam dus niet meer deel aan de Slag bij Sedan en maakte de val van Napoleon III slechts op afstand mee. Forey stierf in 1872.
- Gemeinsame Normdatei: 116662107
- International Standard Name Identifier: 0000 0000 1039 936X
- Base Léonore: LH//998/41
- SNAC: w6tb2mqb
- Virtual International Authority File: 62306038
- WorldCat: E39PBJhxrkcwqd3m9RTBXfPWjC